# Rock City (Royce-da-5′9″-Lied)
Rock City ist ein Lied des US-amerikanischen Rappers Royce da 5′9″, das er zusammen mit dem Rapper Eminem aufnahm. Der Song ist die dritte Singleauskopplung seines gleichnamigen Debütalbums Rock City und wurde am 5. März 2002 in Europa veröffentlicht.

## Inhalt
| Liedteil   | Künstler      |
| 1. Strophe | Royce da 5′9″ |
| Refrain    | Eminem        |
| 2. Strophe | Royce da 5′9″ |
| 3. Strophe | Royce da 5′9″ |

Rock City ist eine Hymne auf Detroit, die Heimatstadt von Royce da 5′9″ und Eminem, die auch unter dem Spitznamen „Rock City“ bekannt ist. Royce übernimmt in dem Lied die Rapstrophen, während Eminem den Refrain beisteuert. Inhaltlich rappt Royce über sein Leben in Detroit, das von Gewalt, Kriminalität und Drogen geprägt ist.

“Glock stops the tussle, nine shots’ll bust you

Pine box, they’ll stuff you, fuck you, I am not the tussle

Niggas don’t know me, I’m Detroit’s king nigga, bow!

Rock City’s where the niggas pimp hoes and ball

Strip hoes in bars, steal clothes from malls”

## Produktion
Der Song wurde von dem US-amerikanischen Musikproduzenten Red Spyda, in Zusammenarbeit mit Eminem als Co-Produzent, produziert. Beide fungierten neben Royce da 5′9″ auch als Autoren.

## Musikvideo
Bei dem zu Rock City gedrehten Musikvideo, das am 28. Januar 2002 Premiere feierte, führte der finnische Regisseur Antti J Regie.
Zu Beginn legt eine Frau zuhause eine Schallplatte von Royce da 5′9″ ein und setzt sich aufs Sofa. Plötzlich schreckt sie hoch als der Song beginnt und zeitgleich im Fernsehen über ein Rapkonzert von Royce und Eminem berichtet wird, zu dem Massen von Leuten strömen. Anschließend sieht man Royce da 5′9″, der in einem roten Cabrio mit zahlreichen Frauen durch die Stadt fährt. Derweil verdächtigt die Frau ihre Kinder, die Schallplatte des Rappers in ihrer Sammlung versteckt zu haben, woraufhin diese aus dem Haus rennen und die Frau die Schallplatte aus dem Fenster wirft. Weitere Szenen zeigen Royce und Eminem bei ihrem Auftritt in einer Halle vor großem Publikum. Dabei ist auch das D12-Mitglied Proof zu sehen.

## Single

### Covergestaltung
Das Singlecover ist in Schwarz-weiß gehalten und zeigt Royce da 5′9″, der eine Sonnenbrille, ein Basecap mit dem Buchstaben D und ein weißes Achselshirt trägt. Rechts im Bild befinden sich der Schriftzug des Rappers Royce R5′9″ in Mintgrün sowie der Titel Rock City featuring Eminem in Weiß.

### Titelliste
1. Rock City (feat. Eminem) – 4:06
2. Boom – 3:53
3. She’s the One (feat. Tre’ Little) – 3:32
4. Rock City (Instrumental) – 4:08

### Chartplatzierungen
Rock City stieg am 8. April 2002 auf Platz 34 in die deutschen Charts ein und erreichte zwei Wochen später mit Rang 30 die höchste Position. Insgesamt konnte es sich neun Wochen lang in den Top 100 halten. Ebenfalls die Charts erreichte der Song in der Schweiz, den Niederlanden und Österreich, während er im Vereinigten Königreich und in den Vereinigten Staaten die Top 100 verpasste.
| ChartsChartplatzierungen | Höchstplatzierung | Wochen |
| ------------------------ | ----------------- | ------ |
| Deutschland (GfK)        | 30 (9 Wo.)        | 9      |
| Österreich (Ö3)          | 57 (5 Wo.)        | 5      |
| Schweiz (IFPI)           | 37 (11 Wo.)       | 11     |